# Emília Illamola Ganduxé

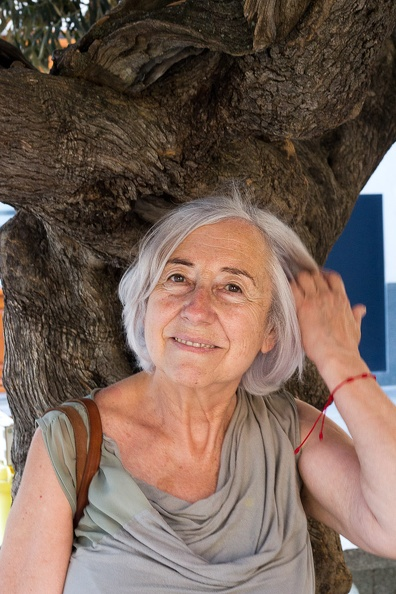
Emília Illamola

Emília Illamola Ganduxé (Argentona, 22 de desembre de 1953) és una escriptora catalana vinculada al món del llibre des de l’any 1974. La seva obra s’inscriu dins la prosa poètica i la narrativa. Al llarg de la seva trajectòria, ha participat en nombroses trobades literàries i recitals, com la Trobada de Poetes del Maresme a l’Espai d’Art i Creació de Can Manyé, la Festa del Hanami a Can Vallerià, l’enregistrament del poema Illa escrita de Jaume Pont —una iniciativa de les biblioteques de Mataró promoguda per la Institució de les Lletres Catalanes amb motiu del Dia Mundial de la Poesia— o el recital Fraccions, a càrrec del grup de teatre Smandies, en el marc dels actes de Mataró celebra el Dia Mundial de la Poesia amb recitals i presentacions. El 16 d’octubre de 2023 va ser homenatjada per la seva trajectòria a la VIII Trobada d’Escriptores del Maresme. És membre de l’Associació d’Escriptors en Llengua Catalana (AELC).

## Obres
El 2012 publica Fraccions (Viena Edicions), al qual segueixen Joc de llunes (Nova Casa Editorial, 2014) i Una certa onada (Quorum Llibres, 2015). L’any següent veu la llum Más allá del cielo azul (Nova Casa Editorial, 2016), i el 2017 publica dues obres: Cabrils, Sao Paulo, Barcelona. Un amor pendent (Voliana Edicions) i Encara hi ha papallones al jardí (Quorum Llibres). Posteriorment, continua amb La lectora accidental (Quaderns de la Font del Cargol/Cossetània, 2021), i Tornar al bosc (Quaderns de la Font del Cargol/Cossetània, 2024).
A més de la seva obra com a autora, Illamola ha exercit també com a cocuradora en projectes literaris, entre els quals destaquen Els poetes del Maresme, del segle XVI a l’any 2000 (Voliana Edicions, 2019) i Dones poetes de la Maresma (Voliana Edicions, 2021).